# Anna Chmielewska
Anna Chmielewska, z domu Szlachcińska, primo voto Walicka (ur. 29 stycznia 1905 w Warszawie, zm. 23 czerwca 1981 tamże) – polska pedagog społeczna, badaczka i teoretyczka, jedna z prekursorek polskiej pedagogiki społecznej.

## Życiorys
Urodziła się na warszawskiej Woli w rodzinie szewca Stanisława, który był synem powstańca styczniowego i Marii z Ziembińskich. Maturę zdała w 1922, wcześniej ucząc się w prywatnym Gimnazjum Żeńskim Reginy Gaczeńskiej i Eweliny Kacprowskiej. W tych latach miała okazję poznać Władysławę Martynowicz i Józefinę Łapińską, co wpłynęło na jej zainteresowanie harcerstwem i wychowaniem młodzieży. W latach studenckich kierowała wydziałem polskich żeńskich drużyn na obczyźnie w Głównej Kwaterze Żeńskiej ZHP. Od 1922 studiowała na Uniwersytecie Warszawskim – polonistykę oraz historię sztuki. Od 1922 do 1925 była uczennicą w Szkole Malarstwa im. Wojciecha Gersona. W latach 1923–1930 pracowała też w robotniczych świetlicach młodzieżowych oraz w świetlicach dla dorosłych.
W 1925, przy wsparciu Kazimierza Korniłowicza, rozpoczęła studia w warszawskiej Wolnej Wszechnicy Polskiej – w Studium Pracy Społeczno-Oświatowej. Uczelnię ukończyła na podstawie pracy Teatr widowiskowy w świetlicach Magistratu m. st. Warszawy w latach 1925–1926. Od 1929 do 1932 kontynuowała studia na Uniwersytecie Warszawskim (psychologia wychowawcza) pod kierunkiem prof. Stefana Baleya. Od 1927 była asystentem w Studium Pracy Społeczno-Oświatowej Wolnej Wszechnicy Polskiej. Od 1929 pełniła tam funkcję adiunkta. Do wybuchy II wojny światowej prowadziła wykłady z wychowania estetycznego, techniki pracy umysłowej i pedagogiki społecznej (proseminarium). Uczestniczyła w badaniach na temat poziomu życia na warszawskiej Ochocie, kierowanymi przez prof. Helenę Radlińską. Kształciła pracowników świetlicowych i kierowała świetlicami (Wola, Powiśle, Mokotów). Była członkiem zarządu Instytutu Teatrów Ludowych. Prowadziła szkolenia oświatowe dla Związku Kolejarzy i świetlicę na dworcu Warszawa Główna (1939). Była inicjatorką stworzenia Archiwum Pracownika Społecznego Towarzystwa Wolnej Wszechnicy Polskiej.
Od 1939 do 1944 pracowała w III Ośrodku Zdrowia i Opieki Społecznej w Warszawie przy ul. Srebrnej 8. Prowadziła tajne kursy przygotowawcze dla pracowników socjalnych na Ziemie Postulowane, zwłaszcza Pomorze i Mazury. W czasie powstania warszawskiego prowadziła dom starców i matek z małymi dziećmi przy ul. Górskiego 4). 
Po zakończeniu wojny przeniosła się do Łodzi, gdzie do 1949 była adiunktem na Uniwersytecie Łódzkim w Katedrze Pedagogiki Społecznej. Była profesorem kontraktowym pedagogiki społecznej w łódzkiej Wyższej Szkole Gospodarstwa Wiejskiego. 
W 1949 powróciła do Warszawy. Została naczelnikiem szkolenia kadr i konsultantem naukowym w Robotniczym Towarzystwie Przyjaciół Dzieci. Od 1953 do 1961 była kierownikiem Sekcji Współpracy Szkoły i Domu w Instytucie Pedagogiki. Kontynuowała badania wśród dzieci i młodzieży na Woli. Redagowała też rocznik Służba Społeczna. 
Od 1961 kierowała szkoleniem kadr w Zarządzie Głównym Towarzystwa Przyjaciół Dzieci, pozostając też konsultantem naukowym tej organizacji. Redagowała czasopismo Przyjaciel Dziecka. Do 1969 wykładała metodykę pracy socjalnej i pedagogiki społecznej w warszawskiej Państwowej Szkole Pracowników Socjalnych Ministerstwa Zdrowia i Opieki Społecznej.

## Rodzina
Była dwukrotnie zamężna:
- z historykiem sztuki Michałem Walickim w latach 1927–1935, z którym miała syna Andrzeja (ur. 1930), profesora filozofii, który wykładał w Stanach Zjednoczonych i Australii.[3]
- od 1935 z Romanem Chmielewskim, który zginął podczas kampanii wrześniowej – miała z nim córkę Annę (ur. 1938), dziennikarkę[1].

## Ordery i odznaczenia
- Złoty Krzyż Zasługi (10 listopada 1933)[4]